# Copiapoa megarhiza
Copiapoa megarhiza ist eine Pflanzenart aus der Gattung Copiapoa in der Familie der Kakteengewächse (Cactaceae).Das Artepitheton megarhiza leitet sich von den griechischen Worten mega für ‚groß‘ sowie rhiza für ‚Wurzel‘ ab und verweist auf die großen Pfahlwurzeln der Art.

## Beschreibung
Copiapoa megarhiza wächst meist einzeln, oftmals auch verzweigt mit großen knolligen Pfahlwurzeln. Die niedergedrückt kugeligen bis kugeligen Triebe sind graugrün. Sie sind stark bedornt und messen fünf bis zehn Zentimeter im Durchmesser. Die 10 bis 21 Rippen sind andeutungsweise gehöckert. Die Areolen stehen voneinander getrennt. Die pfriemlichen oder nadeligen Dornen sind gerade oder etwas gebogen. Sie sind gelb bis schwarz, im Alter vergrauend. Es werden ein bis sechs Mitteldornen von 1,5 bis 4 Zentimeter Länge und acht bis 10 Randdornen mit 0,5 bis 2,5 Zentimeter Länge unterschieden.
Die gelben Blüten sind 2,5 bis 4 Zentimeter lang. Die Früchte sind grün mit wenig Schuppen besetzt und messen ein Zentimeter im Durchmesser.

## Verbreitung, Systematik und Gefährdung
Copiapoa megarhiza ist in Chile in der Region Atacama in der Gegend von Copiapó verbreitet.
Die Erstbeschreibung erfolgte 1922 durch Nathaniel Lord Britton und Joseph Nelson Rose.
In der Roten Liste gefährdeter Arten der IUCN wird die Art als „Vulnerable (VU)“, d. h. als gefährdet geführt.

## Nachweise